# دانیلا درونکه‌آ
دانیلا درونکه‌آ (به انگلیسی: Daniela Druncea) ژیمناست زادهٔ ۲ نوامبر ۱۹۹۰ میلادی اهل کشور رومانی است.